# حدأة (هندسة رياضية)
في الهندسة الرياضية، شكل الحَدَأة أو الطائرة الورقية هو شكل رباعي أضلاع فيه كل ضلعين متجاورين متساويين بالطول، على خلاف متوازي الأضلاع الذي يكون فيه كل ضلعين متقابلين متساويين بالطول.

## التسمية
سمي شكل الطائرة الورقية على اسم الطائرة الورقية.
سماه العالم المسلم غياث الدين الكاشي بذي اليمينين، فإذا كان فيه زاويتين قائمتين مقابلتين فتسمى اللوزة وهي ما تسمى الآن بالطائرة الورقية القائمة، وإذا كانت تلك الزاويتان منفرجتين فتسمى الجودانه أو الجودانجة، وإذا كانتا حادتين فتسمى الباطية.

## خصائص شكل الطائرة الورقية
- محور تناظر الطائرة الورقية ينطبق على أحد أقطارها.
- قطرا الطائرة الورقية متعامدان.
- يوجد زاويتان متقابلتان متطابقتان.
- تعطى مساحة الطائرة الورقية بالعلاقة: A = d1d2/2.
- تكون الطائرة الورقية رباعي دائري، إذا وفقط إذا كانت مشكّلة من مثلثين قائمين.[4]

## وصلات خارجية
- Weisstein, Eric W. "طائرة ورقية". MathWorld.
- Kite definition and area formulae with interactive animations.